# Dennis Daugaard
Dennis Daugaard (ur. 11 czerwca 1953 w Garretson) – amerykański polityk, członek Partii Republikańskiej. Od 8 stycznia 2011 do 5 stycznia 2019 pełnił urząd gubernatora stanu Dakota Południowa, wcześniej w latach 2003-11 był zastępcą gubernatora tego stanu.

## Życiorys

### Pochodzenie i kariera zawodowa
Pochodzi z luterańskiej rodziny o skandynawskich (szwedzko-duńskich) korzeniach, oboje jego rodzice byli osobami niesłyszącymi, przez co głównym językiem komunikacji w jego domu rodzinnym był język migowy. Ukończył studia licencjackie w zakresie administracji państwowej na University of South Dakota, a następnie studia prawnicze na Northwestern University w Chicago. Aby zdobyć pieniądze na czesne, w chwilach wolnych od nauki pracował jako ochroniarz oraz jako kierowca autobusu miejskiego. W 1978 uzyskał prawo wykonywania zawodu adwokata i rozpoczął praktykę w Chicago. W 1981 wrócił do swej rodzinnej Dakoty Południowej, gdzie związał się z sektorem bankowym. W 1990 został pracownikiem organizacji charytatywnej zajmującej się opieką nad sierotami. Początkowo był jej dyrektorem ds. rozwoju, a w 2002 awansował na dyrektora zarządzającego. Pełnił to stanowisko aż do 2009, łącząc je nawet (na co pozwala prawo stanowe) z obowiązkami zastępcy gubernatora.

### Kariera polityczna
W 1997 Daugaard został wybrany do senatu stanowego Dakoty Południowej z ramienia Republikanów. W 2002 ówczesny kandydat na gubernatora Mike Rounds zaproponował mu funkcję swego zastępcy w przyszłej administracji. Po wygranych przez Roundsa wyborach w listopadzie 2002, w styczniu 2003 obaj objęli swoje nowe stanowiska. W 2010 Daugaard był naturalnym kandydatem na następcę Roundsa i bez większych kłopotów uzyskał nominację. W wyborach w listopadzie 2010 jego demokratycznym kontrkandydatem był senator stanowy Scott Heidepriem, lecz Daugaard pokonał go zdecydowanie, uzyskując 61,5% głosów. 8 stycznia 2011 został trzydziestą drugą w historii osobą zaprzysiężoną na gubernatora Dakoty Południowej.
Popiera stosowanie kary śmierci. Pełniąc urząd gubernatora Dakoty Południowej zezwolił na przeprowadzenie trzech egzekucji skazanych na śmierć morderców. Dwie z nich odbyły się w październiku 2012 roku, a jedna w październiku 2018 roku.